# غودمان دلامينى
غودمان دلامينى (بالإنجليزية: Goodman Dlamini)‏ (5 مايو 1985 في جنوب أفريقيا - ) هو لاعب كرة قدم جنوب أفريقي في مركز الوسط. لعب مع نادي أمازولو.

## وصلات خارجية
- غودمان دلامينى على موقع قاعدة بيانات كرة القدم.إي يو (الإنجليزية)